# Feliks Dela

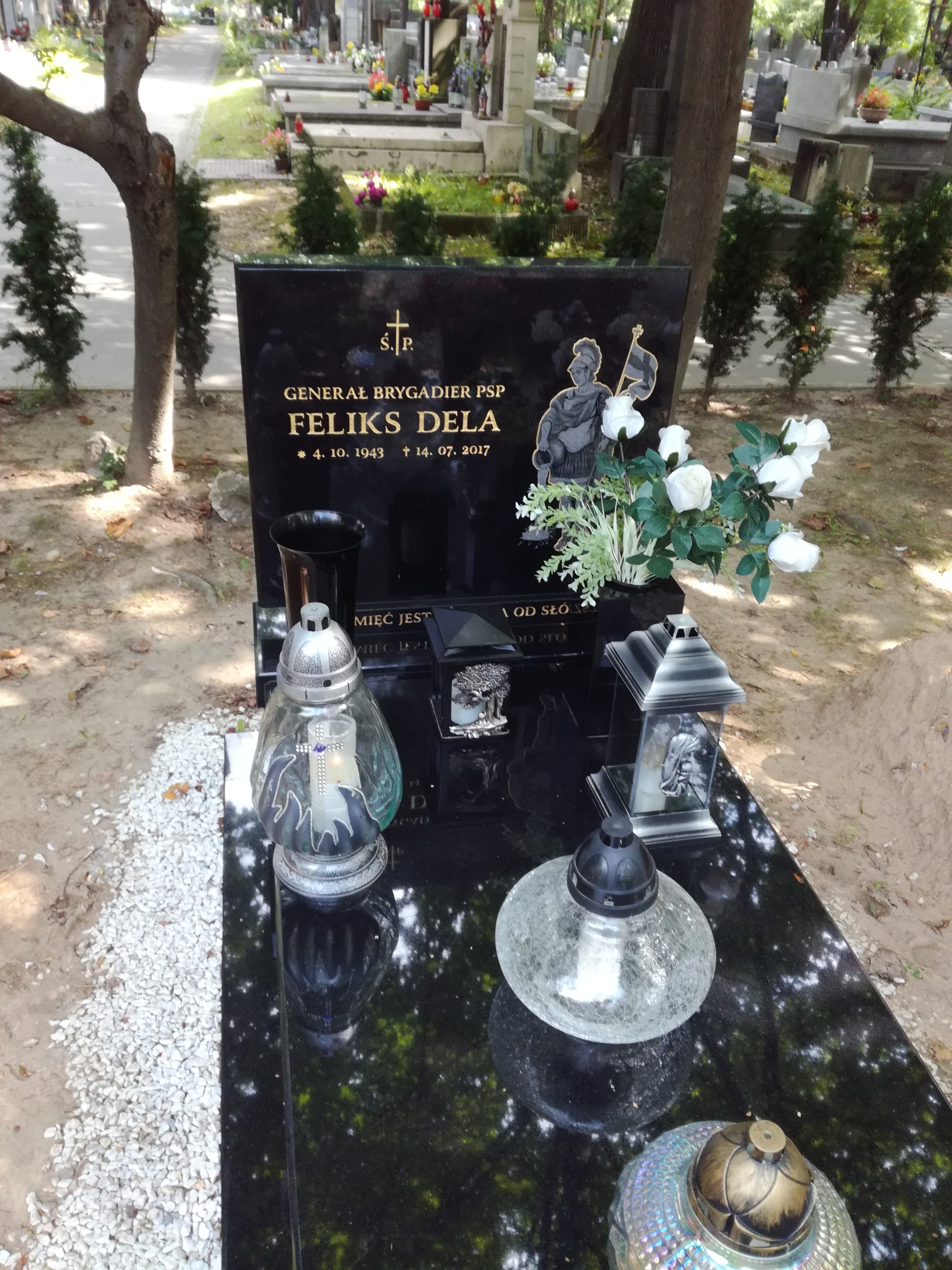
Grób Feliksa Deli na cmentarzu Rakowickim w Krakowie

Feliks Dela (ur. 4 października 1943 w Kalinie Małej, zm. 14 lipca 2017) – polski strażak, generał brygadier, komendant główny Państwowej Straży Pożarnej (1992–1997).

## Życiorys
Ukończył Technikum Górnicze w Dąbrowie Górniczej, w 1967 został absolwentem Szkoły Oficerów Pożarnictwa w Warszawie. W 1978 uzyskał tytuł zawodowy inżyniera w Wyższej Oficerskiej Szkole Pożarniczej, kształcił się również w zakresie zarządzania na Uniwersytecie Śląskim. Pracował jako wykładowca krakowskiej Szkoły Podoficerów Pożarnictwa. W 1971 objął stanowisko zastępcy komendanta miejskiego straży pożarnych w Bytomiu, później był komendantem rejonowym, a w 1984 został komendantem Szkoły Chorążych Pożarnictwa w Krakowie.
25 lutego 1992 powierzono mu funkcję pierwszego komendanta głównego Państwowej Straży Pożarnej, urząd ten sprawował do 3 stycznia 1997. W 1992 awansowany na stopień nadbrygadiera, a w 1997 otrzymał nominację na generała brygadiera. Od 1997 do 1998 był szefem Obrony Cywilnej Kraju.
W 1992 dowodził akcją gaśniczą w trakcie wielkiego pożaru lasów w okolicy Kuźni Raciborskiej. W dowód uznania dla jego działań otrzymał tytuł honorowego obywatela miasta Kuźnia Raciborska.
W okresie pełnienia służby brał także udział w organizacji nowego krajowego systemu ratowniczo-gaśniczego, tworzeniu nowych służb ratowniczych i inicjowaniu zmian w systemie ochrony przeciwpożarowej. W 1998 przeszedł w stan spoczynku, udzielając się nadal jako ekspert przy tworzeniu systemów szkoleniowych i programów bezpieczeństwa. Od 2001 pełnił obowiązki dyrektora Departamentu Bezpieczeństwa Powszechnego MSWiA, a od 2002 dyrektora Centralnego Muzeum Pożarnictwa w Mysłowicach.
Został pochowany w alei zasłużonych na cmentarzu Rakowickim w Krakowie (kwatera LXIX, pas B/1/27).

## Odznaczenia
- Krzyż Komandorski z Gwiazdą Orderu Odrodzenia Polski (2014)[6][7]
- Krzyż Komandorski Orderu Odrodzenia Polski (1997)[8]
- Krzyż Oficerski Orderu Odrodzenia Polski (1992)[1]
- Medal Honorowy im. Józefa Tuliszkowskiego (1994)[9]
- Złoty Medal Honorowy im. Józefa Tuliszkowskiego (2015)[10]

## Upamiętnienie
W 2021 jego imieniem nazwano ulicę położoną w Dzielnicy XVIII Nowa Huta na osiedlu Zgody (w pobliżu Szkoły Aspirantów Państwowej Straży Pożarnej w Krakowie).